# Mavi Dolç i Gastaldo
Mavi Dolç i Gastaldo (València, 18 de maig de 1961 - Barcelona, 1 de maig de 2009) fou una filòloga, professora i activista cultural valenciana, cap de l'àrea de Llengua i Universitats de l'Institut Ramon Llull (IRL).
Nascuda l'any 1961 a València (l'Horta), es llicencià en Filologia Hispànica -secció: Filologia Catalana- per la UV i doctorà en Filologia Catalana per la UAB, l'any 1991, amb la tesi Premsa i Llengua. Ciutat de València 1836-1936.
Formà part de dos equips d'investigació del grup Llengua i Mèdia de la UAB, encarregats d'analitzar la qualitat lingüística dels espais i gèneres televisius de Televisió de Catalunya. El 2001 va fundar, amb el professor Xavier Giró, el grup d'investigació Observatori sobre la Cobertura dels Conflictes, vinculat al Departament de Periodisme i Ciències de la Comunicació de la Facultat de Ciències de la Comunicació de la UAB. Dolç va ser una de les instigadores de la formació de la Xarxa d'Universitats Institut Joan Lluís Vives, juntament amb Carles Solà, rector de la UAB del moment.
Dins de la comunitat universitària desenvolupà els càrrecs de delegada del rector per als estudiants a la UAB i també vicerectora de promoció cultural i multilingüisme a la UOC entre 2006 i 2007.
Publicà nombrosos articles a publicacions i revistes científiques, sobre l'anàlisi del discurs als mitjans de comunicació. A més a més, va pertànyer al Grup de Periodistes Ramon Barnils així com va ser promotora de l'Espai País Valencià, entitat que aplega els valencians que viuen al Principat de Catalunya.
Morí la tarda del primer de maig de 2009 a la ciutat de Barcelona (Barcelonès), a l'edat de 47 anys, víctima d'una "malaltia sobtada", segons va informar l'IRL. La vetlla es feu el dissabte 2 de maig al tanatori de Sant Gervasi de Cassoles, a Barcelona. L'endemà va tenir lloc el funeral a les 11:30h. al mateix indret.